# Spinnenläufer
Der Spinnenläufer (Scutigera coleoptrata), auch als Spinnenassel bezeichnet, ist ein Hundertfüßer aus der Familie der Scutigeridae. Die ursprünglich aus dem Mittelmeerraum stammende Art wurde durch den Menschen auch in Europa, Asien, Nordamerika, Südamerika und Australien verbreitet und ist somit heute Kosmopolit.

## Merkmale

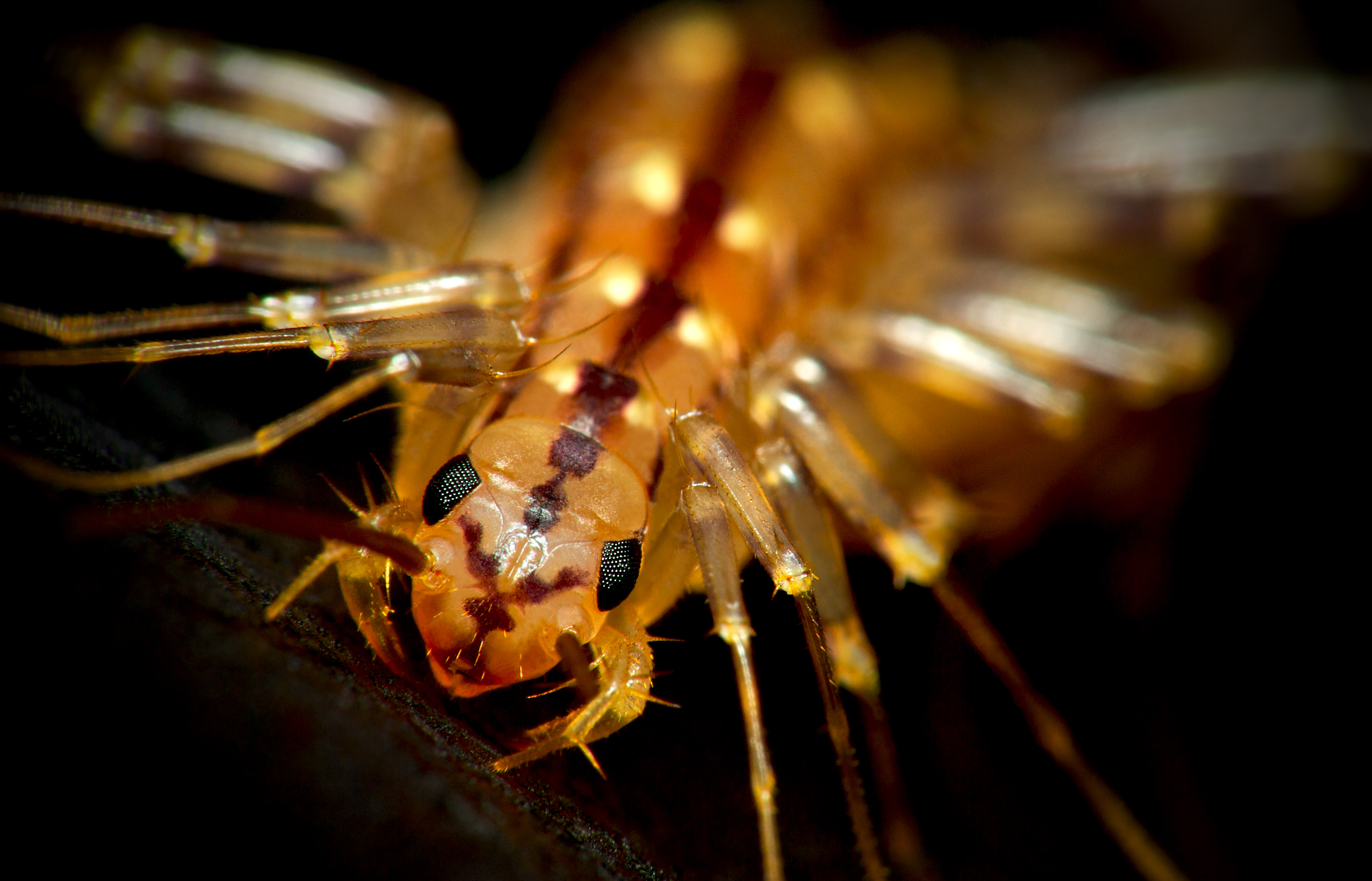
Kopf eines Spinnenläufers

Spinnenläufer erreichen eine Gesamtlänge von bis zu 15 Zentimetern, wovon der eigentliche Körper nur 25 bis 30 Millimeter ausmacht. Sie sind olivgrün bis gelb mit drei dunklen Längsstreifen entlang des Rückens, die schwarz, blau, violett oder grün sein können. Die Beine sind schwarz geringelt. Der Kopf ist groß und halbkugelig mit auffälligen Komplexaugen aus je 100 bis 200 Ommatidien. Die seitlich ansitzenden Antennen sind sehr lang und weisen bis zu 300 Glieder auf. An ihrem Basalglied sitzt ein Schaftorgan. Zwischen Auge und Antenne liegt ein kleines Tömösvary-Organ. Die Mandibeln sind sehr groß. Die ersten Maxillen weisen auf der Bauchseite Borsten und Fortsätze zur Säuberung der Antennen und Beine auf. Wie bei anderen Scutigeridae, aber im Gegensatz zu den meisten Hundertfüßern ist der Körper im Querschnitt rund. Er weist bei erwachsenen Tieren 15 Segmente mit je einem Beinpaar auf, deren Rückenplatten (Tergite) aber zu sieben Platten mit jeweils einem mittigen Atemloch verschmolzen sind. Die Beine sind sehr lang und werden von vorne nach hinten länger. Sie sind im Gegensatz zu den bei Hundertfüßern üblichen zwei mit 34 oder mehr Einzelmuskeln ausgestattet. Die gut entwickelten Coxae tragen einen bauchseitigen Sporn, Präfemur, Femur und Tibia Längsreihen kurzer Dornen und drei lange Enddornen. Der Trochanter ist reduziert. Die langen, vielgliedrigen Tarsi weisen Borsten und Haken auf der Unterseite auf. Das letzte und längste Beinpaar dient nicht der Fortbewegung, sondern wahrscheinlich als rückwärtiges Tastorgan.

### Weitere Arten
In anderen Teilen der Welt kommen noch zahlreiche weitere Arten der Gattung Scutigera vor, die teilweise ähnlich aussehen. Zudem gibt es weitere Gattungen innerhalb der Familie Scutigeridae. In Europa ist Scutigera coleoptrata neben Tachythereua hispanica aus Spanien und Marokko die einzige Art der Spinnenläufer. Allerdings gibt es weitere Arten in Nordafrika und Westasien, wie z. B. Thereuonema microstoma aus Ägypten, Israel und Syrien.

## Verbreitung
Der Spinnenläufer ist vor allem im Mittelmeergebiet verbreitet. Hier kommt die Art zirkummediterran vor, von der Iberischen Halbinsel und Marokko im Westen über Italien, Algerien und Tunesien im zentralen Teil bis nach Griechenland, die Türkei, Israel und Ägypten im Osten. In Frankreich kommt die Art dabei auch entlang der Atlantikküste bis in die Bretagne und ins Inland vor, ebenso ist sie auch auf der Balkanhalbinsel weiter abseits vom Mittelmeer zu finden.
Die Art wurde durch den Menschen in andere Teile Europas  sowie nach Nordamerika, Asien, Südamerika, Afrika und Australien eingeschleppt, wo sie sich teilweise erfolgreich ausbreiten konnte. In Europa liegen Fundmeldungen aus weiten Teilen Mitteleuropas vor, im Norden bis nach Großbritannien, Norddeutschland und Schweden. In Osteuropa ist die Art aus der Region um das Schwarze Meer bekannt und lebt weiter nördlich bis nach Russland. Auch auf den Azoren, Madeira und den Kanarischen Inseln gibt es Vorkommen.
Amerika wurde vermutlich zuerst in Mexiko und Guatemala besiedelt, heutzutage ist die Art von Kanada im Norden bis Argentinien im Süden bekannt. In den Vereinigten Staaten breitete sich die Art ausgehend von den Südstaaten aus und erreichte 1849 Pennsylvania, 1885 New York und um 1890 Massachusetts und Connecticut. Heutzutage lebt die Art von Virginia im Osten bis nach Kalifornien im Westen und kommt auch entlang der nordwestlichen Pazifikküste der USA vor, wenngleich hier weniger häufig als in anderen Landesteilen. Die ersten Nachweise aus Chile gab es 2011 aus der Metropolregion Santiago und Región de los Lagos.
Im südlichen Afrika ist die Art in Südafrika weit verbreitet. 2013 gab es erste Fundmeldungen aus Mosambik und 2017 aus dem südlichen Malawi. Es gibt zudem Fundmeldungen aus Namibia, Angola, Kenia und Tansania.
In Asien ist die Art bekannt aus Teilen Zentralasiens, Japan, Südkorea, China und in Süd- bis Südostasien aus Indien, Indonesien oder Malaysia, obwohl berichtet wird, dass die Art in Süd- bis Südostasien seltener zu finden ist.
Auch in Australien und Neuseeland kommt die Art vor. In Australien vor allem im Südwesten und Südosten, aber auch in Teilen des zentralen Australiens und in Neuseeland auf der Nordinsel.

### Deutschland
In Deutschland wurde die Art zunächst in Weinberge und felsige Habitate in Südwestdeutschland (Rheinland-Pfalz, Baden-Württemberg, Hessen) eingeschleppt, die im Regelfall in sonnigen Gebieten liegen. Da sie sich von Insekten (vor allem Fliegen) und Spinnen ernähren, werden sie von Weinbauern als nützliche Schädlingsvertilger geschätzt.
In Deutschland ist die Art überwiegend synanthrop in Häusern verbreitet, am Kaiserstuhl, Bodensee und Isteiner Klotz im Oberrheingebiet sowie im sich nördlich anschließenden Mittelrheintal kann man die Tiere auch außerhalb von Städten antreffen. Bedingt durch die Globale Erwärmung breitet sich die Art zunehmend in Deutschland aus und ist abseits des Oberrheingrabens und Mittelrheintals beispielsweise auch aus Frankfurt am Main, Offenbach am Main, Stuttgart, Kaiserslautern, Neckarelz, Trier, Desloch, Nürnberg, Dresden und zahlreichen anderen Städten bekannt. Die nördliche Arealgrenze des Vorkommens lag 2005 im Norden von Rheinland-Pfalz, es gibt aber auch viele Fundmeldungen weiter nördlich aus Deutschland. Hier können sich die Tiere aber meist nicht lange halten. Die nördlichsten Funde bis 2022 lagen bei Bremen und in Berlin.

### Schweiz und Österreich
Die deutschen Vorkommen des Spinnenläufers schließen sich an die Vorkommen in der Schweiz und damit das submediterrane Verbreitungsgebiet an. Die sehr wärmeliebende (thermophile) Art wurde im Rheintal zunächst nur unterhalb von 300 m gefunden und ihr Verbreitungsgebiet überschneidet sich im Wesentlichen mit der Weinanbauzone. Mit Stand 2025 sind auch Sichtungen bis 450 m Höhe bekannt geworden.
In Österreich sind Beobachtungen aus dem Burgenland schon seit den 1920er-Jahren bekannt, als dieses früher zu Westungarn zählende Gebiet zu Österreich kam. Das hat zu der Ansicht geführt, dass der Spinnenläufer in einigen Teilen Österreichs als Wärmezeitrelikt ein autochthones Vorkommen hat und sich von diesem in die östliche Voralpenzone verbreitete.

## Lebensweise

### Vorkommen
In Gebäuden werden die Tiere meistens in Kellern oder im Erdgeschoss gefunden, jedoch auch in höher gelegenen Stockwerken und Dachböden. Außerhalb von Gebäuden sind sie in Städten häufig auch an Mauern, entlang von Straßentunneln und Unterführungen oder auf Bürgersteigen zu finden, jedoch in unmittelbarer Umgebung zu Gebäuden, in die sie sich bei kalter Witterung zurückziehen. Echte Freilandvorkommen werden von steinigen und felsigen Xerothermstandorten beschrieben, wie spaltenreichen Weinbergsmauern, steinigen Weinbergsbrachen, Felsen und Felsfluren. Hier können sie häufig unter Steinen gefunden werden, sind zuweilen aber auch auf Blättern im Gebüsch zu finden. Zahlreiche Funde gibt es auch aus der näheren Umgebung alter Burgen und Festungsanlagen.

### Aktivität und Fortbewegung
Die nachtaktiven Spinnenläufer leben räuberisch von anderen Arthropoden. Sie gehören zu den schnellsten Läufern unter den Gliederfüßern und können Geschwindigkeiten bis zu 420 Millimetern pro Sekunde (~ 1,5 km/h) bei einer Schrittweite von 33 Millimetern erreichen. Dies wird durch verschiedene Anpassungen ermöglicht. Die im Vergleich zu anderen Hundertfüßern reduzierte Beinzahl mit entlang des Rumpfs zunehmender Länge erlaubt eine freie, weit ausholende Bewegung der einzelnen Beine. Dabei ermöglicht die komplexe Muskulatur eine rotierende Bewegung an den vergrößerten Coxae, wobei das Bein weiter nach hinten als nach vorne bewegt und Kraft zugunsten der Geschwindigkeit geopfert wird. Die reduzierte Zahl an Rückenplatten versteift den Rumpf, um seitliche Schlängelbewegungen zu verringern. Der für die schnelle Fortbewegung benötigte Stoffwechsel wird durch ein hoch entwickeltes Atmungssystem unterstützt, das aus sich mehrfach verzweigenden Tracheen besteht, die muskulär versorgt sind, um durch 90 bis 200 Pumpbewegungen pro Minute den Gasaustausch zu erhöhen. Als Blutfarbstoff kommt wie bei anderen Scutigeridae Hämocyanin vor.

## Gift
Für den Menschen besteht grundsätzlich keine Gefahr, Spinnenläufer können mit ihren Maxillipeden im Normalfall die menschliche Haut nicht durchdringen. Allerdings ist der Biss eines Spinnenläufers, sofern er erfolgen kann, recht schmerzhaft und kann Infektionen oder allergische Reaktionen zur Folge haben. Von sich aus ist der Spinnenläufer nicht angriffslustig, sondern versucht zu fliehen.